# Старый дворец (Кентербери)

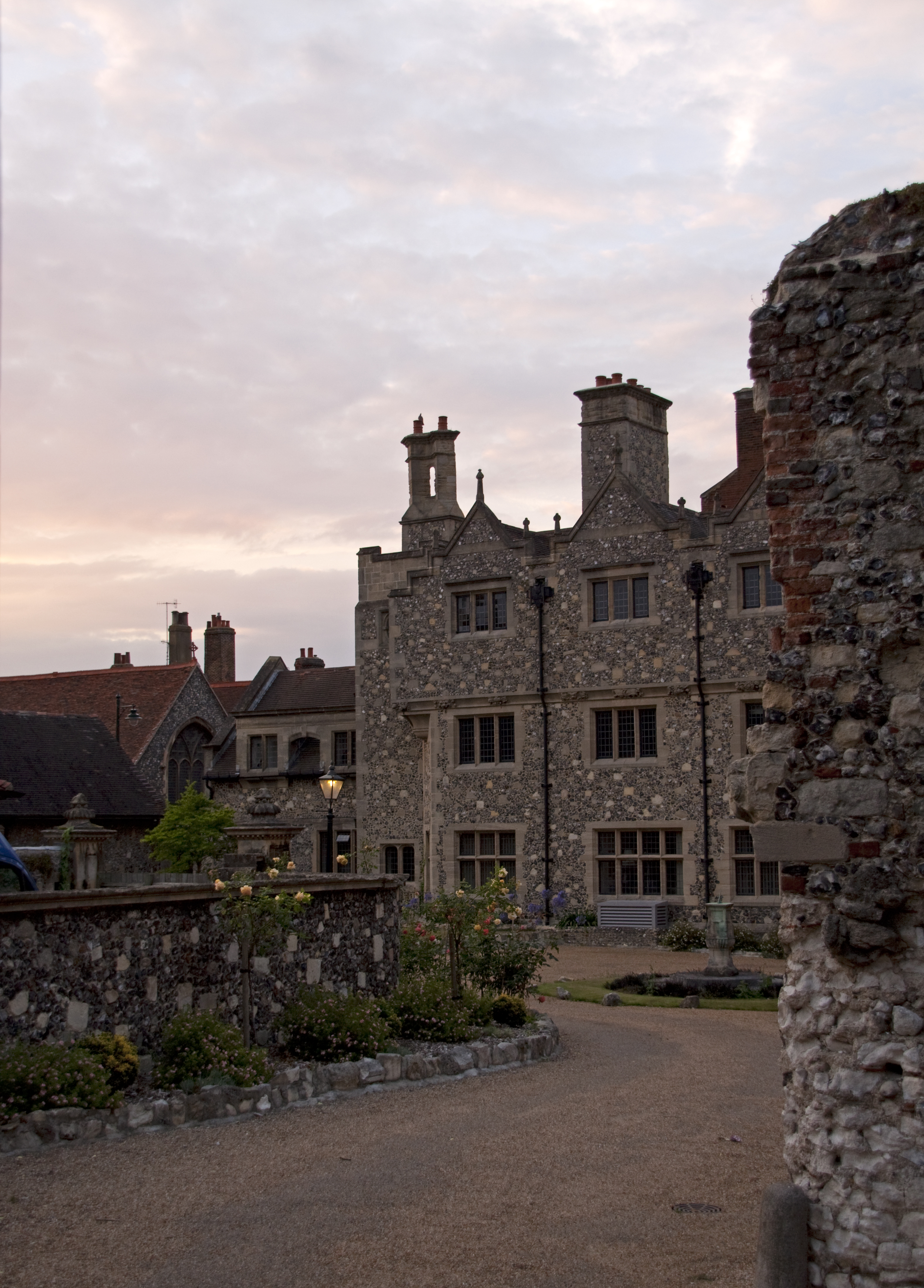
Старый дворец архиепископов

Старый дворец (также известный как Дворец Архиепископа) ― историческое здание, расположенное на территории Кентерберийского собора. Служит в качестве главной резиденции архиепископа Кентерберийского, когда тот находится в Кентербери. 

## История

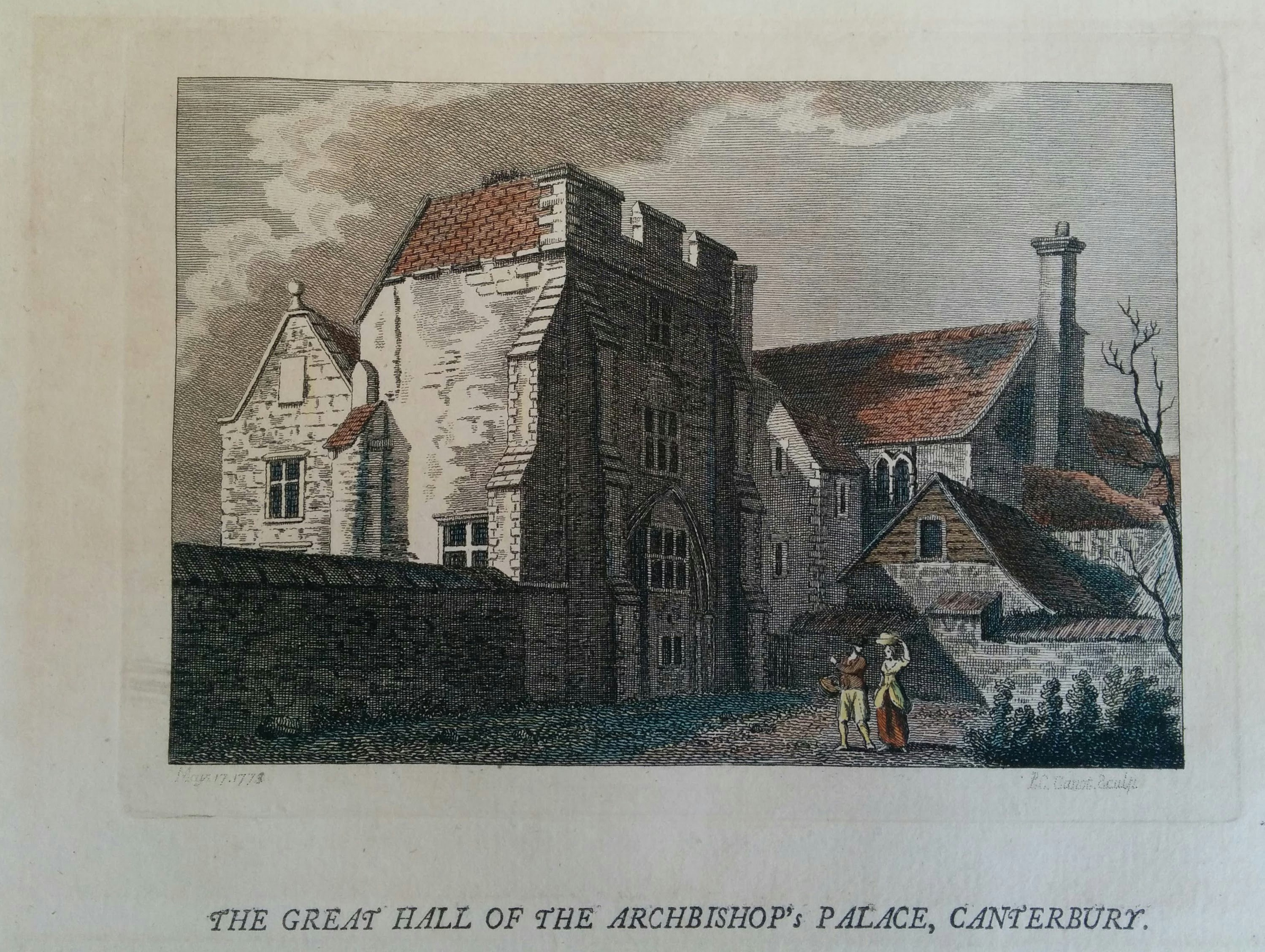
«Большой зал Дворца архиепископа, Кентербери». Рисунок 1773 года

Построенный на территории собора в XI веке, вероятно во времена архиепископа Ланфранка, Старый дворец служил резиденцией архиепископа, когда он посещал Кентербери. Дворец был перестроен между 1193 и 1228 годами. Большой зал, второй по величине средневековый большой зал в Великобритании после Вестминстерского зала, был построен ок 1200-1220 годов при архиепископах Хьюберте Уолтере и Стивене Лэнгтоне и был разрушен в 1650-х годах. В 1982 году на месте Большого зала была выкопана большая траншея.

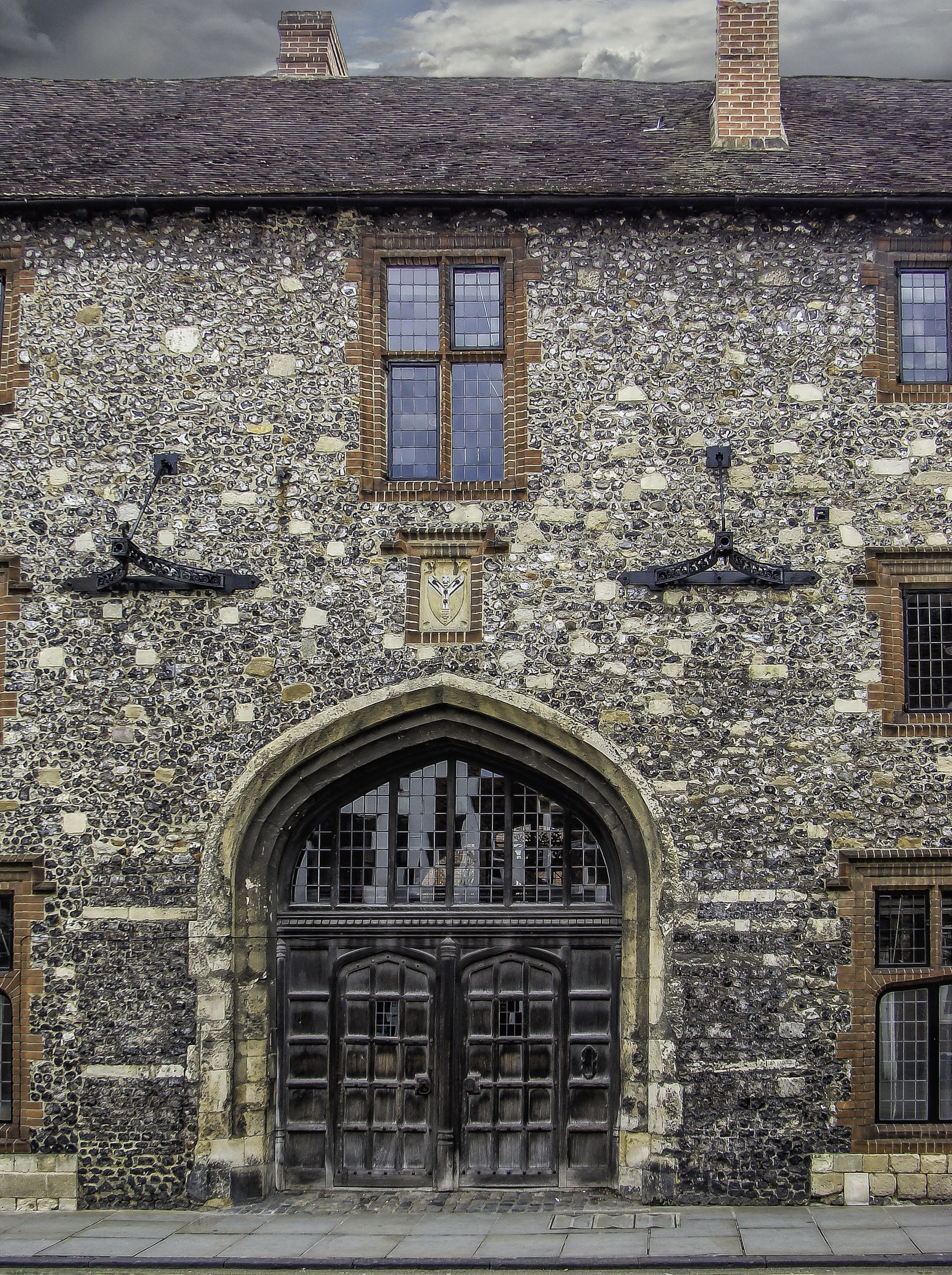
Ворота архиепископской резиденции эпохи Тюдоров

В 1647 году, во время гражданской войны в Англии, дворец был взят сторонниками Парламента.  Большинство главных зданий дворца были снесены в 1650-х годах. Он оставался пустым вплоть до XIX века.

## Реставрация
В 1896 году Старый дворец был восстановлен архитектором В. Д. Карое. Архиепископ Фредерик Темпл стал первым архиепископом, постоянно жившем во дворце с 1647 года. Изогнутое здание с тремя этажами, оно включает в себя западную часть подвала монашеской трапезной. Южное крыло дворца содержит некоторые следы старой работы в контрфорсах и окно с двумя просветами XIV века. Ворота XVI века также сохранились до наших дней, но сейчас они заблокированы.

## Статус
В 1967 году дворец был официально признан объектом культурного наследия I степени.